# Эмблема Иракского Курдистана
Эмблемой Регионального правительства Курдистана является орёл, который своими крыльями удерживает солнце. Солнце состоит из трёх цветов: красного, жёлтого и зелёного, которые составляют курдский флаг. Орел стоит на ленте чёрного цвета, на которой написаны слова «Региональное правительство Курдистана» на курдском, арабском и английском языках (сверху вниз).
Эмблема регионального правительства опирается на древние символы: изображение орла восходит к Мидии, солнце с древности отождествлялось у народов междуречья в качестве символического представления северной Месопотамии (территория современного Курдистана).
На эмблеме также присутствует число «4», орёл имеет в каждом крыле 4 пера, хвост состоит из 4 перьев, солнце имеет 4 красных и зелёных луча. Это связано с тем, что территория Курдистана разделена между 4 государствами (Турция, Ирак, Иран и Сирия), а также тем, что Иракский Курдистан сформирован из 4-х североиракских провинций — Эрбиль, Дахук, Киркук и Сулеймания. Орел также ассоциируется с султаном Саладином (он был курдского происхождения). Эмблема, носящая имя Саладина с середины XX-го века, стала символом арабского национализма, и составляет основу национальных гербов Египта, Ирака, Палестины, а также ранее использовался в гербах Объединённой Арабской Республики, Ливии и Южного Йемена.

## Другие гербы, использовавшиеся курдами

Герб Мехабадской республики (1946)
Эмблема иракской демократической партии Курдистана (с 1946)
Герб кантона Африн (2014 — 2017) и Автономной администрации северной и восточной Сирии (с 2017)